# Ben Sion Abba Chaoul
Ben Sion Abba Chaoul  (hébreu : בן-ציון אבא-שאול); (1924-1998 autre orthographe : Ben Zion Abba Shaul) est un rabbin d’origine iranienne, dont le grand-père a fui la Perse à la suite d'une menace de conversion forcée à l’Islam. Ce grand décisionnaire sépharade de Jérusalem a dirigé la yechiva Porat Yossef (en) et marqué de son empreinte le judaïsme orthodoxe de la seconde moitié du XXe siècle.

## Biographie
Né en 1924 à Jérusalem, le rabbin Abba Chaoul est le fils de R’ Eliyahou et de Banyia Abba Chaoul d’origine iranienne. Aîné d’une famille de 15 enfants il a épousé en 1949 une fille de R’ Yossef Charharbani.
Doyen de l’institut d’études talmudiques Porat Yossef, Abba Chaoul a dirigé cette grande institution séfarade de Jérusalem, succédant au Rav Yéhouda Tsadka.
Parmi ses maîtres figurent Rav Ezra Attia ainsi que Rav Ya'akov Moutsafi et Rav Adès. Le rabbin Ovadia Yossef et Rav Morde’haï Eliahou furent ses condisciples. Il fit de nombreux disciples dont Rav Eliahou Abba Chaoul, son fils unique, qui a fondé une yéchiva nommée selon le nom de son père "Or Letsion" ("Lumière de Sion").
Il est décédé en 1998 (le 19 Tamouz 5758).
À l’occasion de son décès, de hautes personnalités rabbiniques ont prononcé des allocutions (hespedim) parmi lesquels : R’ Yits’hak Ezra'hi (Roch Yéshivat Mir), R’ Yisraël Moché Duchinski (Président du Tribunal rabbinique de la 'Eida 'Harédith, Jérusalem) ; R’ Chabtaï Attoun ; ainsi que R’ 'Ovadia Yossef et R’ Mordékhaï Eliyahou.

## Cours
Il donne des cours de Talmud à la Yechiva Porat Yossef ainsi qu'un cours le Chabbat après-midi à la synagogue Ohel Ra'hel du quartier Boukharim à Jérusalem.

## Œuvres
- Questions et réponses Or Letsiyone (She'eilot U'Teshuvot Ohr LeZion), quatre volumes sur la loi juive.
- Or Letsiyone sur chéviit
- Or Letsiyone Moussar
- Or Letsiyone sur le Chass.

### Vidéo
- Anonyme (date inconnue), « Une vidéo rare du Rav Ben Tsion Abba Chaoul Zal », 19 min 11 s, http://www.chiourim.com/video/une_vid%C3%A9o_rare_du_rav_ben_tsion_abba_chaoul_zal'.

## Sources
- Bet Yossef (2011), http://betyossef.blogspot.fr/2011/07/hilloula-rav-ben-tsion-abba-shaoul-zl.html, Synagogue Bet Yossef, Nice, 21 juillet
- Mordé’haï Bitton, R’ (2014), « Sur le rav Ben Tsion Abba Shaoul », http://www.leava.fr/cours-torah-judaisme/pensee-juive/les-tsadikim/rav-bitton-rav-ben-tsion-abba-shaoul-zatsal.php, 17 juillet ; https://www.youtube.com/watch?v=aLyRiqHoupY, 17 juillet.
- Ron Chaya (2010), « Parle ! », https://www.dailymotion.com/video/xce9e5_parle-leava-fr_news, 27 février.
- Claire Dana-Picard  (2013), « Hommage au Rav Abba Shaoul zts'l », http://www.chiourim.com/hommage_au_rav_abba_shaoul_zts'l7030.html , 27 juin.
- David Sutton, R’ (2002), « Hacham Ben Sion Abba Shaul », publié dans : Torah Leaders: A treasury of biographical sketches. Brooklyn, New York: Mesorah Publications, p. 178-194
- Torat Héssèd Védavid (2011), « Hilloula d'un géant de la Tora : Le Rav Ben Tsiyone Aba Chaoul », Beth Hamidrach Torat Hessed Vedavid, Saint Brice (www.hessedvedavid.com), http://www.universtorah.com/ns2_dossier-1000-hilloula-d-un-geant-de-la-tora--le-rav-ben-tsiyone-aba-chaoul.htm , le 20 juillet.
- Hamaayan (2008), "R' Ben Zion Abba Shaul z"l", http://www.torah.org/learning/hamaayan/5768/matos.html, 26 July.